# Shire of Kondinin
Shire of Kondinin is een Local Government Area (LGA) in de regio Wheatbelt in West-Australië. Shire of Kondinin telde 847 inwoners in 2021. De hoofdplaats is Kondinin.

## Geschiedenis
Op 15 mei 1925 werd het Kondinin Road District opgericht. Ten gevolge van de Local Government Act van 1960 veranderde het district op 23 juni 1961 van naam en werd de Shire of Kondinin.

## Beschrijving
Shire of Kondinin is een landbouwdistrict in de regio Wheatbelt in West-Australië. Het is ongeveer 7.340 km² groot. Er ligt ongeveer 1.190 kilometer onverharde en 285 kilometer verharde weg. In 2021 telde het 847 inwoners; in 2020 werkten 31 mensen voor de lokale overheid.

## Plaatsen, dorpen en lokaliteiten
- Bendering
- Hyden
- Kondinin
- Karlgarin
- Wave Rock